# Base Belgrano II
La base antàrtica Belgrano II o base Belgrano II és una estació científica permanent de la República Argentina a l'Antàrtida. És la segona de les tres estacions antàrtiques nomenades en honor del general Manuel Belgrano. Es va anomenar base d'exèrcit General Belgrano II fins que A la dècada de 1990 com a part del procés de desmilitarització de les bases antàrtiques argentines, el seu nom va ser modificat a l'actual.

## Ubicació
La base Belgrano II està constituïda per una sèrie d'instal·lacions d'investigació científica situades sobre el nunatak Bertrab (aflorament rocós en una glacera), a la badia Vahsel, la qual es posiciona sobre la Costa de Luitpold a la Terra de Coats, davant el mar de Weddell a l'altiplà polar. Les seves coordenades són 77° 52′ 28″ S, 34° 37′ 37″ O / 77.87444°S,34.62694°O. Es troba aproximadament a uns 1300 km del pol Sud. La base Belgrano II és la més austral de la República Argentina i la 3a més austral de les bases permanents de la planeta (6° més a sud que la base McMurdo). Ostenta la característica de ser la base antàrtica més austral de tot el món emplaçada sobre roca ferma, el que genera condicions úniques des del punt de vista geològic i sismològic.
Una de les característiques d'aquesta base és que, a conseqüència de la latitud, té quatre mesos de dia, quatre de penombra (dia i nit) i quatre mesos de nit polar. El cel nocturn presenta les usuals aurores polars.

## Història
L'any 1949, el coronel Hernán Pujato va presentar al president Juan Domingo Perón un detallat pla d'acció que incloïa la instal·lació de bases científiques i poblacionals a l'Antàrtida, així com la creació d'un institut científic a efectes d'investigació. L'interès oficial en el projecte va fer que es destinés Pujato als Estats Units i Groenlàndia per tal d'adquirir els coneixements tècnics necessaris per a la supervivència en latituds extremes. L'Armada Argentina no estava en condicions tècniques de realitzar la logística necessària per fer una acció d'aquesta envergadura, raó per la qual es va haver de recórrer a l'empresariat privat que va col·laborar en tot allò que fa referència a trasllat i càrrega.
Les tasques de preparació van concloure en 1951, i el 12 de febrer d'aquest any va salpar amb el material necessari per a construir una instal·lació permanent en el territori antàrtic. La Primera Expedició Científica a l'Antàrtida Continental Argentina va erigir el 21 de març la base Sant Martí, a la badia Margarida, el primer assentament humà a sud del cercle polar antàrtic i la primera base científica argentina al territori continental antàrtic. A partir de la base, equips en trineu van recórrer la zona, recollint informació geogràfica. En aquestes missions es van conèixer uns 105000 km², batejant amb noms argentins els accidents geogràfics cartografiats. Posteriorment per decisió de govern de facto de Pedro Eugenio Aramburu, Pujato va ser passat al retir i apartat dels seus càrrecs per les seves simpaties cap al govern deposat.
El març de 1955 el general Hernán Pujato va fundar la base Belgrano I, consagrant-se com la més austral de l'Argentina. Anys més tard, el 5 de febrer de 1979, es va fundar la base Belgrano II, en reemplaçament de la Belgrano I. Posteriorment es va agregar una tercera base,  Belgrano III, que va estar en funcionament des de 1980 fins a 1984 quan va ser desactivada i evacuada el 14 de gener de 1984 a causa de la fractura dels gels sobre els quals s'assentava, posant en perill al personal i els equips.
L'única de les tres bases que encara es troba en funcionament és la Belgrano II. En l'actualitat segueix sent la més austral de les bases permanents de la República Argentina.

## Clima
| Paràmetres climàtics mitjans de Base Belgrano II | Paràmetres climàtics mitjans de Base Belgrano II | Paràmetres climàtics mitjans de Base Belgrano II | Paràmetres climàtics mitjans de Base Belgrano II | Paràmetres climàtics mitjans de Base Belgrano II | Paràmetres climàtics mitjans de Base Belgrano II | Paràmetres climàtics mitjans de Base Belgrano II | Paràmetres climàtics mitjans de Base Belgrano II | Paràmetres climàtics mitjans de Base Belgrano II | Paràmetres climàtics mitjans de Base Belgrano II | Paràmetres climàtics mitjans de Base Belgrano II | Paràmetres climàtics mitjans de Base Belgrano II | Paràmetres climàtics mitjans de Base Belgrano II | Paràmetres climàtics mitjans de Base Belgrano II |
| Mes                                              | Gen.                                             | Feb.                                             | Mar.                                             | Abr.                                             | Mai.                                             | Jun.                                             | Jul.                                             | Ago.                                             | Set.                                             | Oct.                                             | Nov.                                             | Des.                                             | Anual                                            |
| ------------------------------------------------ | ------------------------------------------------ | ------------------------------------------------ | ------------------------------------------------ | ------------------------------------------------ | ------------------------------------------------ | ------------------------------------------------ | ------------------------------------------------ | ------------------------------------------------ | ------------------------------------------------ | ------------------------------------------------ | ------------------------------------------------ | ------------------------------------------------ | ------------------------------------------------ |
| Temperatura mínima registrada °C (°F)            | −5,7 (21,7)                                      | −10,3 (13,5)                                     | −14,8 (5,4)                                      | −19,9 (−3,8)                                     | −22,4 (−8,3)                                     | −23,0 (−9,4)                                     | −23,6 (−10,5)                                    | −24,1 (−11,4)                                    | −23,2 (−9,8)                                     | −20,7 (−5,3)                                     | −12,9 (8,8)                                      | −7,1 (19,2)                                      | −24,1 (−11,4)                                    |
| Temperatura diària màxima °C (°F)                | 0,6 (33,1)                                       | −3,9 (25)                                        | −8,6 (16,5)                                      | −13,2 (8,2)                                      | −15,3 (4,5)                                      | −15,7 (3,7)                                      | −16,1 (3)                                        | −16,1 (3)                                        | −15,5 (4,1)                                      | −12,4 (9,7)                                      | −4,9 (23,2)                                      | −0,2 (31,6)                                      | −10,1 (13,8)                                     |
| Temperatura diària mínima °C (°F)                | −2,4 (27,7)                                      | −6,9 (19,6)                                      | −11,4 (11,5)                                     | −16,3 (2,7)                                      | −18,6 (−1,5)                                     | −19,4 (−2,9)                                     | −19,6 (−3,3)                                     | −19,7 (−3,5)                                     | −18,8 (−1,8)                                     | −16,1 (3)                                        | −8,8 (16,2)                                      | −3,5 (25,7)                                      | −13,4 (7,9)                                      |
| Precipitació total mm (polzades)                 | 13 (0,5)                                         | 14 (0,6)                                         | 13 (0,5)                                         | 13 (0,5)                                         | 11 (0,4)                                         | 10 (0,4)                                         | 12 (0,5)                                         | 12 (0,5)                                         | 11 (0,4)                                         | 12 (0,5)                                         | 11 (0,4)                                         | 11 (0,4)                                         | 143 (5,6)                                        |
| Font: Servicio Meteorológico Nacional            |                                                  |                                                  |                                                  |                                                  |                                                  |                                                  |                                                  |                                                  |                                                  |                                                  |                                                  |                                                  |                                                  |

## Característiques
La base Belgrano II està composta de diferents edificacions emplaçades sobre la roca del nunatak, les construccions són majoritàriament de panells compostos per una coberta metàl·lica o de fibra de vidre farcits al seu interior amb poliuretà expandit per oferir una aïllament tèrmic adequada per a resistir les baixes temperatures. Les diferents dependències que componen la base són: casa principal, laboratori, casa d'emergència / infermeria, central elèctrica, radioestació / oficina meteorològica, tallers de mecànica, fusteria i electricitat, dipòsit de queviures anomenat també GUM, parc automotor (on es guarden els vehicles), magatzem de ozonosondejos, dipòsit de recanvis i dipòsit d'elements de muntanya.
La casa principal va ser destruïda en la seva totalitat, a conseqüència d'un incendi iniciat en el matí de el 10 de setembre de 2005, i els habitants de la base es van haver de distribuir entre les altres dependències fins que van rebre un llançament de queviures i roba des d'un avió C-130 Hercules, ja que en l'incendi s'havia perdut la totalitat dels elements personals dels hivernants.
L'any 2006 va començar la construcció d'una casa auxiliar o d'emergència per solucionar el problema habitacional de la base, aquesta casa va ser diagramada en dues etapes, concloent-se en la campanya 2006-2007 la primera etapa (construint banys, cuina i habitacions) i el 2007-2008 la segona etapa que preveia un saló menjador.
Durant la campanya 2008-2009 va començar la construcció de la nova casa principal que va ser acabada durant la campanya 2009-2010 quedant inaugurada el 25 de maig de 2010. La nova casa té una superfície coberta de prop de 500 m² al costat de majors comoditats i espais per a esplai i es troba emplaçada sobre el que va ser antigament l'antiga casa destruïda pel foc.
A uns 200 m de la base, excavats sobre el gel es troben una sèrie de túnels utilitzats com cambra frigorífica gràcies als seus gairebé constants -10 °C durant tot l'any, en altres túnels també es guarden altres queviures, recanvis i materials que hi resten protegits de vent i les inclemències. Una zona especial va ser determinada per crear una petita capella catòlica amb imatges religioses (capella de Nostra Senyora de les Neus) i també hi ha un petit museu amb elements antics utilitzats tant en Belgrano I com Belgrano II.
La infraestructura de la base compta amb 578 m² sota sostre, 76 m² de laboratoris científics, una cambra de conferències per a 6 persones, una àrea logística de 402 m², 21 llits, 3 snowcats (una mena de camions adaptats a la neu) es i 7 motos de neu.
La base compta amb un heliport, i pot rebre avions tipus D'Havilland Canada DHC-6 Twin Otter amb esquís en una glacera (de 2000 m de llarg x 600 m d'ample) situat a 2 km a sud-oest de la base. El 10 de febrer de 2019 per primera vegada un avió Twin Otter de la Força Aèria Argentina destacat a la Base Marambio va poder aterrar a la Base Belgrano II en l'anomenat  Operatiu Polar 2019 . el Twin Otter, operat per dos pilots i dos mecànics iniciava l'operació. Després d'un acord de cooperació amb el Regne Unit 2 Twin Otter de la Força Aèria Argentina es van enlairar de l'aeròdrom de Marambio cap a la Base Rothera. Un d'ells va romandre com a reserva a l'aeròdrom de Rothera i l'altre va continuar fent escala a la Base Sky Blu britànica abans d'arribar a Belgrano II. Prèviament el relleu aeri de personal de la base va poder realitzar-se el 14 de gener de 2015 mitjançant un avió Basler BT-67 de l'empresa Antarctic Logistics & Expeditions LLC des del Campament Glacera Unió.

## Dotació
L'estació base (campanya 2019), està formada per 21 homes, 16 dels quals pertanyen a l'Exèrcit argentí encarregat de les tasques logístiques de la base, 2 observadors meteorològics del Servei Meteorològic Nacional i 3 científics de l'Institut Antàrtic Argentí depenent de la Direcció Nacional de l'Antàrtida.

## Activitats científiques
Les activitats científiques de la base es reuneixen en el LABEL (Laboratorio Antártico Mutidisciplinario en la Base Belgrano II) de l'Institut Antàrtic Argentí, que manté acords de recerca amb institucions argentines i altres països, entre altres coses, amb les següents activitats:
Estudi del comportament de la ionosfera, amb sondes ionosfèriques i registre d'absorció ionosfèrica. Equipament: ionosondador i riòmetre.
- Mesures continuades de variacions geomagnètiques i camp magnètic absolut. Equipament: magnetòmetre absolut i magnetòmetre relatiu.
- Geodèsia (en cooperació amb França, Alemanya i Itàlia): investigació en curs GPS / GNSS. Propagació de ràdio senyal que contribueix al Servei Internacional DORIS ( Orbitografia Doppler i Radioposicionament Integrat per Satèl·lit ). Equipaments: GPS i balisa DORIS.
- Sismografia (el compte base amb el sismògraf més austral del món situat en roca ferma). Xarxa sismològica antàrtica en cooperació amb Itàlia:  Sismògraf antàrtic de la xarxa italiana (ASAIN). Projecte iniciat el 1992.
- Estudi de la capa d'ozó mitjançant instruments de superfície. Alliberació de l'ona d'ozó. Equipament: espectrofotòmetre Cerveser, espectrofotòmetre EVA, radiòmetre NILU. El laboratori de Belgrano treballa juntament amb l'Institut Nacional de Tècnica Aeroespacial d'Espanya (INTA) i el Programa Nacional de Recerca Antàrtica d'Itàlia (PNRA) en l'observació i la investigació de la dinàmica de l'ozó atmosfèric més el continent antàrtic, proporcionant dades a Organització Meteorològica Mundial (OMM) i altres centres internacionals.
- Cronobiologia d'aïllament de l'Antàrtida. En col·laboració amb Alemanya, Bèlgica, Estats Units, Àustria i França.
- Astronomia: projecte LAGO ( Big Aperture Gamma ray Observatory ) per estudi del sistema solar.
- Meteorologia: estació meteorològica automàtica.

## Vehicles d'operacions
L'àrea en la qual els vehicles terrestres han d'operar és un cercle de radi superior als 200 km, per la qual cosa s'utilitza material rodant pesat de tipus  Snow Cat  fins a la meitat del trajecte, i a partir d'allà es canvia per l'ús de vehicles més lleugers, similars a les motos de neu. En conjunt, aquest equipament simplifica la realització de la fonamental tasca de transport de tots els materials i subministraments necessaris per a poder romandre durant més de tres mesos en una regió inhòspita on les temperatures arriben en casos extrems fins als -56° C.

## Lloc i Monument Històric
La Cruz General Belgrano, una creu erigida en 1955 a una distància de 1300 m a nord-est de la Base Belgrano I i que el 1979 passés a l'estació Belgrano II, va ser designada el 1972 a proposta i gestió de l'Argentina com Lloc i Monument Històric de l'Antàrtida SMH 43: Cruz General Belgrano sota el Tractat Antàrtic, i conservada per la base.